# El Salvador op de Olympische Zomerspelen 1988
El Salvador nam deel aan de Olympische Zomerspelen 1988 in Seoel, Zuid-Korea. Ook tijdens deze vierde deelname werd geen medaille gewonnen.

## Deelnemers en resultaten per onderdeel

### Atletiek
| Olympiër              | Discipline   | Resultaat | Prestatie   |
| --------------------- | ------------ | --------- | ----------- |
| Santiago Mellado      | tienkamp (m) | 26e       | 7517 punten |
|                       |              |           |             |
| Kriscia Lorena García | marathon (v) | 58e       | 3:04.21     |

### Boksen
| Olympiër         | Discipline | Resultaat | Prestatie |
| ---------------- | ---------- | --------- | --- |
| Henry Martínez   | -48kg (m)  | 9e        | 1ste ronde: W van ALG Sheikh: 5-0 2de ronde: W van ISR Ben-Haim: walk-over 3de ronde: V van BUL Marinov: 0-5 |
| Francisco Avelar | -57kg (m)  | 17e       | 1ste ronde: vrij 2de ronde: V van MAR Achik: 1-4                                                             |

### Judo
| Olympiër     | Discipline | Resultaat | Prestatie                                     |
| ------------ | ---------- | --------- | --------------------------------------------- |
| Fredy Torres | -71kg (m)  | 33e       | voorronde: vrij 1ste ronde: V van URS Tenadze |

### Worstelen
| Olympiër       | Discipline  | Resultaat   | Prestatie                                                         |
| Vrije stijl    | Vrije stijl | Vrije stijl | Vrije stijl                                                       |
| -------------- | ----------- | ----------- | ----------------------------------------------------------------- |
| Gustavo Manzur | -68kg (m)   | 21e         | groep B: 11de V van EGY El-Khodary: 0-4 V van SYR Wattar: 0,5-3,5 |
| Grieks-Romeins |             |             |                                                                   |
| Gustavo Manzur | -68kg (m)   | 29e         | groep B: 15de V van MAR Souaken: 0-3 V van FIN Sipilä: 0-4        |

Afghanistan · Algerije · Amerikaanse Maagdeneilanden · Amerikaans-Samoa · Andorra · Angola · Antigua en Barbuda · Argentinië · Aruba · Australië · Bahama’s · Bahrein · Bangladesh · Barbados · België · Belize · Benin · Bermuda · Bhutan · Birma · Bolivia · Bondsrepubliek Duitsland · Botswana · Brazilië · Britse Maagdeneilanden · Brunei · Bulgarije · Burkina Faso · Canada · Centraal-Afrikaanse Republiek · Chili · China · Chinees Taipei · Colombia · Congo-Brazzaville · Cookeilanden · Costa Rica · Cyprus · Denemarken · Djibouti · Dominicaanse Republiek · Duitse Democratische Republiek · Ecuador · Egypte · El Salvador · Equatoriaal-Guinea · Fiji · Filipijnen · Finland · Frankrijk · Gabon · Gambia · Ghana · Grenada · Griekenland · Groot-Brittannië · Guam · Guatemala · Guinee · Guyana · Haïti · Honduras · Hongarije · Hongkong · Ierland · IJsland · India · Indonesië · Irak · Iran · Israël · Italië · Ivoorkust · Jamaica · Japan · Joegoslavië · Jordanië · Kaaimaneilanden · Kameroen · Kenia · Koeweit · Laos · Lesotho · Libanon · Liberia · Libië · Liechtenstein · Luxemburg · Malawi · Malediven · Maleisië · Mali · Malta · Marokko · Mauritanië · Mauritius · Mexico · Monaco · Mongolië · Mozambique · Nederland · Nederlandse Antillen · Nepal · Nieuw-Zeeland · Niger · Nigeria · Noord-Jemen · Noorwegen · Oeganda · Oman · Oostenrijk · Pakistan · Panama · Papoea-Nieuw-Guinea · Paraguay · Peru · Polen · Portugal · Puerto Rico · Qatar · Roemenië · Rwanda · Saint Vincent en de Grenadines · Salomonseilanden · Samoa · San Marino · Saoedi-Arabië · Senegal · Sierra Leone · Singapore · Soedan · Somalië · Sovjet-Unie · Spanje · Sri Lanka · Suriname · Swaziland · Syrië · Tanzania · Thailand · Togo · Tonga · Trinidad en Tobago · Tsjaad · Tsjecho-Slowakije · Tunesië · Turkije · Uruguay · Vanuatu · Venezuela · Verenigde Arabische Emiraten · Verenigde Staten · Vietnam · Zaïre · Zambia · Zimbabwe · Zuid-Jemen · Zuid-Korea · Zweden · Zwitserland